# Décès en mai 2023
Décès
- 2019
- 2020
- 2021
- 2022
- 2023
- 2024
- 2025
- 2026
- 2027

Pour une information complémentaire, voir la page d'aide.

| Date              | Nom                        | Activités | Âge   | Source |
| ----------------- | -------------------------- | --- | ----- | ------ |
| 31 mai            | Ama Ata Aidoo              | Dramaturge, romancière, universitaire et femme politique ghanéenne.                                                                | 81    | (en)   |
| 31 mai            | Sergio Calderón            | Acteur mexicain. | 77    | (en)   |
| 31 mai            | Luca Di Fulvio             | Romancier et dramaturge italien.                                                                                                   | 66    |        |
| 31 mai            | Gilles Durieux             | Auteur, journaliste et critique de cinéma français.                                                                                | 89    |        |
| 31 mai            | Amitai Etzioni             | Sociologue et professeur d'université israélo-américain.                                                                           | 94    | (en)   |
| 31 mai            | James Herbain              | Coureur cycliste français, champion de France de cyclo-cross (1969).                                                               | 84    |        |
| 31 mai            | Theódoros Pángalos         | Homme politique grec. | 84    | (el)   |
| 31 mai            | Jacques Rozier             | Cinéaste français. | 96    |        |
| 31 mai            | Sophie de Sivry            | Éditrice française. | 64    |        |
| 30 mai            | John Beasley               | Acteur américain. | 79    | (en)   |
| 30 mai            | Gershon Edelstein          | Rabbin israélien. | 100   |        |
| 30 mai            | André Giordan              | Biologiste et professeur d'université français.                                                                                    | 76    |        |
| 30 mai            | François Hébert            | Écrivain, romancier et professeur d'université canadien.                                                                           | 77    |        |
| 30 mai            | Herbert Lieberman          | Écrivain de roman policier américain.                                                                                              | 89    | (en)   |
| 30 mai            | Raisa O'Farrill            | Joueuse cubaine de volley-ball, double championne olympique (1992, 1996).                                                          | 51    | (en)   |
| 30 mai            | Harvey Pitt                | Haut fonctionnaire américain. | 78    | (en)   |
| 30 mai            | Paolo Portoghesi           | Architecte italienne. | 91    | (it)   |
| 30 mai            | Peter Simonischek          | Acteur autrichien. | 76    |        |
| 29 mai            | Thomas Buergenthal         | Juge de la Cour internationale de justice, auteur et universitaire américain.                                                      | 89    | (en)   |
| 29 mai            | Kamal Chatila              | Homme politique libanais. | 79    | (ar)   |
| 29 mai            | Michel Côté                | Acteur canadien. | 72    |        |
| 29 mai            | Pierre Gaudot              | Coureur cycliste français. | 95    |        |
| 29 mai            | Lluís Llongueras           | Coiffeur espagnol. | 87    | (es)   |
| 29 mai            | Vítězslav Mácha            | Lutteur tchécoslovaque, champion et médaillé d'argent olympique (1972, 1976).                                                      | 75    | (cs)   |
| 29 mai            | Louis Moinard              | Homme politique français. | 92    |        |
| 29 mai            | Bernadette Menu            | Archéologue et égyptologue française.                                                                                              | 85    |        |
| 29 mai            | Teppo Rastio               | Joueur professionnel finlandais de hockey sur glace.                                                                               | 89    | (fi)   |
| 29 mai            | Harald zur Hausen          | Médecin et virologue allemand. | 87    | (de)   |
| 28 mai            | Frédéric Barbier           | Bibliothécaire et historien français du livre.                                                                                     | 70    |        |
| 28 mai            | Isa Barzizza               | Actrice italienne. | 93    | (it)   |
| 28 mai            | David Brewer               | Lord-lieutenant du Grand Londres de 2008 à 2015.                                                                                   | 83    | (en)   |
| 28 mai            | Choi Il-nam                | Écrivain sud-coréen. | 90    | (ko)   |
| 28 mai            | Jean-Claude Cros           | Joueur français de rugby à XIII.                                                                                                   | 81    |        |
| 28 mai            | Roland Cyrenne             | Homme d'affaires canadien. | 92    |        |
| 28 mai            | Antonio Gala               | Romancier et scénariste espagnol.                                                                                                  | 92    | (es)   |
| 28 mai            | Owen Gingerich             | Professeur et chercheur en astronomie et en histoire des sciences américain.                                                       | 93    | (en)   |
| 28 mai            | Mele Siuʻilikutapu         | Princesse des Tonga. | 75    | (en)   |
| 28 mai            | Karim Tizouiar             | Auteur-compositeur-interprète algérien.                                                                                            | 60    |        |
| 27 mai            | Anne Clément               | Actrice et dramaturge française.                                                                                                   | 82    |        |
| 27 mai            | Anita Cornwell             | Auteure féministe américaine. | 99    | (en)   |
| 27 mai            | Lahouari Godih             | Boxeur et homme politique algérien.                                                                                                | 94    |        |
| 27 mai            | Ilia Kabakov               | Artiste conceptuel soviétique puis russe et ensuite américain.                                                                     | 89    |        |
| 27 mai            | Ilia Kroupnik              | Écrivain et dramaturge soviétique puis russe.                                                                                      | 97    | (ru)   |
| 27 mai            | Jan Mrvík                  | Rameur d'aviron tchécoslovaque puis tchèque, médaillé de bronze aux Jeux olympiques d'été de 1964.                                 | 84    | (cs)   |
| 27 mai            | Pierre Ruby                | Cycliste sur route français. | 90    |        |
| 27 mai            | James G. Watt              | Homme politique américain. | 85    | (en)   |
| 26 mai            | Monique Eleb               | Psychologue et sociologue française.                                                                                               | 77    |        |
| 26 mai            | Hans-Peter Feldmann        | Artiste contemporain allemand. | 82    | (de)   |
| 26 mai            | Éric Gonzalès              | Écrivain français. | 59    |        |
| 26 mai            | László Hódi                | Joueur de basket-ball hongrois naturalisé australien.                                                                              | 88    | (hu)   |
| 26 mai            | Samuel Kiplimo Kosgei      | Athlète kényan spécialiste des courses sur route.                                                                                  | 37    | (en)   |
| 26 mai            | Didier Mené                | Arbitre international français de rugby à XV.                                                                                      | 59    |        |
| 26 mai            | Odette Nilès               | Militante et résistante française.                                                                                                 | 100   |        |
| 26 mai            | Igor Vassiliev             | Joueur de handball russe, champion aux Jeux olympiques d'été de 1992.                                                              | 59    | (ru)   |
| 25 mai            | Victor Manuel Contreras    | Sculpteur mexicain. | 81    | (es)   |
| 25 mai            | Glenn Farr                 | Monteur américain. | 77    | (en)   |
| 25 mai            | Carlos Liscano             | Écrivain uruguayen. | 74    | (es)   |
| 25 mai            | Karen Lumley               | Femme politique britannique. | 59    | (en)   |
| 25 mai            | Joy McKean                 | Chanteuse-compositrice australienne de musique country australienne.                                                               | 93    | (en)   |
| 25 mai            | Jean-Louis Murat           | Auteur-compositeur-interprète et acteur français.                                                                                  | 71    |        |
| 24 mai            | Javier Álvarez             | Compositeur mexicain. | 67    | (es)   |
| 24 mai            | David Grove                | Anthropologue, archéologue et universitaire américain.                                                                             | 87    | (en)   |
| 24 mai            | Bill Lee                   | Compositeur et acteur américain.                                                                                                   | 94    | (en)   |
| 24 mai            | George Maharis             | Mannequin, acteur et chanteur américain.                                                                                           | 94    | (en)   |
| 24 mai            | Togden Rinpoché            | Tertön, homme politique et écrivain tibétain.                                                                                      | 85    | (de)   |
| 24 mai            | Jacques Saunier            | Général de corps d'armée français.                                                                                                 | 98    |        |
| 24 mai            | Tina Turner                | Chanteuse, danseuse et actrice américaine et suisse.                                                                               | 83    |        |
| 23 mai            | John Dunning               | Écrivain américain. | 81    | (en)   |
| 23 mai            | Gérard Gélineau-Larrivet   | Magistrat français. | 87    |        |
| 23 mai            | Jean Haudry                | Linguiste français. | 88    |        |
| 23 mai            | Aida Khasanova             | Escrimeuse puis arbitre ouzbèke.                                                                                                   | 39    |        |
| 23 mai            | Stéphane Lorenzo           | Nageur handicapé français. | 49    |        |
| 23 mai            | Jaromír Málek              | Égyptologue tchèque. | 79    | (en)   |
| 23 mai            | Floyd Newman               | Compositeur américain. | 91    | (en)   |
| 23 mai            | Robert Zimmer              | Mathématicien américain. | 75    | (en)   |
| 22 mai            | Carlos Borcosque Jr.       | Réalisateur, scénariste et producteur de cinéma argentin.                                                                          | 79    | (es)   |
| 22 mai            | Ildar Garifoulline         | Coureur soviétique spécialiste du combiné nordique.                                                                                | 59    | (ru)   |
| 22 mai            | Alan Newton                | Coureur cycliste britannique, médaillé de bronze aux Jeux olympiques d'été de 1952.                                                | 92    | (en)   |
| 22 mai            | Elias Saba                 | Homme politique et économiste libanais.                                                                                            | 90    |        |
| 22 mai            | Wim Udenhout               | Homme d'État surinamais. | 85    | (en)   |
| 21 mai            | Margaret Archer            | Sociologue britannique. | 80    | (en)   |
| 21 mai            | Charles Donald Bateman     | Inventeur canadien. | 91    | (en)   |
| 21 mai            | Claude Noel                | Boxeur trinidadien. | 74    | (en)   |
| 21 mai            | Lew Palter                 | Acteur américain. | 94    | (en)   |
| 21 mai            | Pierre Rouamba             | Réalisateur et producteur burkinabé.                                                                                               | 71    |        |
| 21 mai            | Victoriano Sánchez Arminio | Arbitre international de football espagnol.                                                                                        | 80    | (es)   |
| 21 mai            | Ray Stevenson              | Acteur britannique. | 58    | (en)   |
| 20 mai            | József Bessenyei           | Historien et chercheur hongrois.                                                                                                   | 73    | (hu)   |
| 20 mai            | Ari Boulogne               | Photographe et acteur français. | 60    |        |
| 20 mai            | Terry McDermott            | Patineur de vitesse américain, champion et médaillé d'argent olympique (1964, 1968).                                               | 82    | (en)   |
| 20 mai            | Valentin Petit             | Réalisateur français. | 32    |        |
| 20 mai            | Sante Ranucci              | Coureur cycliste italien. | 89    | (it)   |
| 20 mai            | Nuri Sesigüzel             | Chanteur et acteur turc. | 85    | (tr)   |
| 19 mai            | Martin Amis                | Romancier, scénariste et journaliste britannique.                                                                                  | 73    |        |
| 19 mai            | Sandra Badie               | Judokate française. | 31    |        |
| 19 mai            | Günther Bartnick           | Biathlète est-allemand puis allemand.                                                                                              | 74    | (de)   |
| 19 mai            | Brian Booth                | Joueur de cricket australien. | 89    | (en)   |
| 19 mai            | Pete Brown                 | Poète, parolier et producteur de musique britannique.                                                                              | 82    | (en)   |
| 19 mai            | Augusto Góngora            | Journaliste, documentariste et présentateur de télévision chilien.                                                                 | 71    | (es)   |
| 19 mai            | Arturo Grávalos            | Coureur cycliste espagnol. | 25    |        |
| 19 mai            | Sylvaine Jaoui             | Écrivaine française de livres pour la jeunesse.                                                                                    | 61    |        |
| 19 mai            | Dževad Karahasan           | Écrivain et philosophe yougoslave puis bosnien.                                                                                    | 70    | (de)   |
| 19 mai            | Timothy J. Keller          | Théologien et professeur d'université américain.                                                                                   | 72    | (en)   |
| 19 mai            | Véra Norman                | Actrice française. | 98    |        |
| 19 mai            | Andy Rourke                | Musicien britannique. | 59    |        |
| 19 mai            | Derek Spencer              | Homme politique britannique. | 87    | (en)   |
| 18 mai            | Helmut Berger              | Acteur autrichien. | 78    |        |
| 18 mai            | Albert Bregman             | Psychologue et professeur d'université canadien.                                                                                   | 86    | (en)   |
| 18 mai            | Jim Brown                  | Joueur américain de football américain.                                                                                            | 87    |        |
| 18 mai            | Giorgio Ferrara            | Réalisateur et metteur en scène italien.                                                                                           | 76    | (it)   |
| 18 mai            | Harald Jährling            | Rameur d'aviron est-allemand puis australien, champion olympique aux Jeux olympiques d'été de 1976 et de 1980.                     | 68    | (en)   |
| 18 mai            | Harry Melges               | Skipper américain, champion et médaillé de bronze olympique (1964, 1972).                                                          | 93    | (en)   |
| 18 mai            | Denis Worrall              | Diplomate, homme d'affaires et homme politique sud-africain.                                                                       | 87    | (en)   |
| 17 mai            | Ray Austin                 | Réalisateur et acteur britannique.                                                                                                 | 90    | (en)   |
| 17 mai            | Graham Gipson              | Athlète australien spécialiste du 400 mètres, médaillé d'argent aux Jeux olympiques d'été de 1956.                                 | 90    | (en)   |
| 17 mai            | Billy Graham               | Catcheur américain. | 79    | (en)   |
| 17 mai            | James Hartle               | Physicien américain. | 83    | (en)   |
| 17 mai            | S. P. Hinduja              | Homme d'affaires, investisseur et philanthrope britannique.                                                                        | 87    | (en)   |
| 17 mai            | Jean Madelain              | Homme politique français. | 99    |        |
| 17 mai            | Jean-Jacques Merland       | Neuroradiologue français. | 81    |        |
| 17 mai            | Jan Olsson                 | Footballeur international suédois.                                                                                                 | 79    | (sv)   |
| 17 mai            | Guy Pauthe                 | Joueur français de rugby à XV. | 90    |        |
| 17 mai            | Jean-Louis Pesch           | Scénariste et auteur de bande dessinée français.                                                                                   | 94    |        |
| 17 mai            | Edward Southern            | Athlète de haies américain, médaillé d'argent aux Jeux olympiques d'été de 1956.                                                   | 85    | (en)   |
| 17 mai            | Dinmukhammed Ulysbayev     | Coureur cycliste kazakh. | 24    |        |
| 16 mai            | Frédéric Bastien           | Historien, journaliste et homme politique canadien.                                                                                | 53    |        |
| 16 mai            | Christine Chauvet          | Femme politique et entrepreneuse française.                                                                                        | 75    |        |
| 16 mai            | Marlene Hagge              | Golfeuse américaine. | 89    | (en)   |
| 16 mai            | Daniel Paul                | Homme politique français. | 79    |        |
| 16 mai            | Per Røntved                | Footballeur international danois.                                                                                                  | 74    | (da)   |
| 16 mai            | Nelsinho Rosa              | Joueur et entraîneur de football brésilien.                                                                                        | 85    | (pt)   |
| 16 mai            | Lester Sterling            | Saxophoniste, musicien et trompettiste américain.                                                                                  | 87    | (en)   |
| 15 mai            | Madjiguène Cissé           | Linguiste sénégalaise. | 71/72 |        |
| 15 mai            | Giuseppe Fallarini         | Coureur cycliste italien. | 89    | (it)   |
| 15 mai            | Sharon Farrell             | Actrice américaine. | 82    | (en)   |
| 15 mai            | Zbigniew Tadeusz Kaczmarek | Haltérophile polonais, médaillé de bronze aux Jeux olympiques d'été de 1972.                                                       | 76    | (pl)   |
| 15 mai            | Robert E. Lucas            | Économiste américain. | 85    | (en)   |
| 15 mai            | Maria Mies                 | Professeure de sociologie, écrivaine et féministe allemande.                                                                       | 92    |        |
| 14 mai            | Doyle Brunson              | Joueur de poker américain. | 89    |        |
| 14 mai            | John Giblin                | Bassiste écossais. | 71    | (en)   |
| 14 mai            | Ingrid Haebler             | Pianiste autrichienne. | 93    | (de)   |
| 14 mai            | Erasto Mpemba              | Scientifique tanzanien. | 72/73 | (en)   |
| 14 mai            | Ferran Olivella            | Footballeur espagnol. | 86    |        |
| 14 mai            | Albert Vecten              | Homme politique français. | 97    |        |
| 14 mai            | Marco Warren               | Footballeur international bermudien.                                                                                               | 29    | (en)   |
| 14 mai            | Samantha Weinstein         | Actrice canadienne. | 28    | (en)   |
| 14 mai            | Walter Murray Wonham       | Théoricien du contrôle canadien.                                                                                                   | 88    | (en)   |
| 13 mai            | Camilla Adami              | Peintre italienne. | 84    |        |
| 13 mai            | Tayeb Belaïz               | Homme politique et juge algérien.                                                                                                  | 74    |        |
| 13 mai            | Giotto Bizzarrini          | Ingénieur automobile italien. | 96    | (it)   |
| 13 mai            | Peter Brooke               | Homme politique britannique. | 89    | (en)   |
| 13 mai            | Jean Férignac              | Joueur français de handball. | 86    |        |
| 13 mai            | Boukary Kaboré             | Homme politique et ex-officier burkinabè.                                                                                          | 72    |        |
| 13 mai            | Serge-Didier Kimoni        | Footballeur belge. | 58    |        |
| 13 mai            | Aleksandr Khramouchin      | Violoncelliste biélorusse. | 43    |        |
| 13 mai            | Sibylle Lewitscharoff      | Romancière allemande. | 69    | (de)   |
| 13 mai            | Phil Nuytten               | Entrepreneur, explorateur des fonds marins et scientifique canadien.                                                               | 81    | (en)   |
| 13 mai            | Weldon Olson               | Joueur américain de hockey sur glace, médaillé d'argent aux Jeux olympiques d'hiver de 1956 et champion olympique 4 ans plus tard. | 90    | (en)   |
| 13 mai            | Denis Rouvier              | Footballeur français. | 76    |        |
| 13 mai            | Valentin Senga Paysayo     | Homme politique congolais. | ?     |        |
| 13 mai            | Keiko Tanaka-Ikeda         | Gymnaste artistique japonaise, médaillée de bronze aux Jeux olympiques d'été de 1964.                                              | 89    |        |
| 13 mai            | Jürgen Trumpf              | Diplomate, homme politique et philologue allemand.                                                                                 | 91    | (de)   |
| 12 mai            | Jonathan Crenshaw          | Artiste américain. | 51    | (en)   |
| 12 mai            | Owen Davidson              | Joueur australien de tennis. | 79    | (en)   |
| 12 mai            | Vladimir Kouznetsov        | Acteur et scénariste soviétique puis russe.                                                                                        | 79    | (ru)   |
| 12 mai            | Bernard Membe              | Homme politique tanzanien. | 69    | (en)   |
| 12 mai            | Jacques Mouilleron         | Joueur puis entraîneur français de football.                                                                                       | 82    |        |
| 12 mai            | Bruce Robertson            | Joueur néo-zélandais de rugby à XV.                                                                                                | 71    | (en)   |
| 11 mai            | András Adorján             | Joueur d'échecs hongrois. | 73    | (hu)   |
| 11 mai            | Kenneth Anger              | Réalisateur américain. | 96    |        |
| 11 mai            | Hodding Carter III         | Journaliste et homme politique américain.                                                                                          | 88    | (en)   |
| 11 mai            | Stanley Engerman           | Économiste et historien américain.                                                                                                 | 87    | (en)   |
| 11 mai            | Marcel Lagorce             | Trompettiste français. | 90    |        |
| 11 mai            | Teina Maraeura             | Homme politique de la Polynésie française.                                                                                         | 72    |        |
| 11 mai            | Barry Newman               | Acteur américain. | 92    | (en)   |
| 11 mai            | Philippe Panerai           | Architecte et urbaniste français.                                                                                                  | 82    |        |
| 11 mai            | Shaun Pickering            | Athlète britannique, spécialiste du lancer du poids.                                                                               | 61    | (en)   |
| 11 mai            | Jean-Paul Savoie           | Homme politique canadien. | 76    |        |
| 11 mai            | Nicole Tremblay            | Artiste peintre, muraliste et verrière canadienne.                                                                                 | 80/81 |        |
| 10 mai            | Ian Hacking                | Épistémologue et philosophe des sciences canadien.                                                                                 | 87    | (en)   |
| 10 mai            | Rolf Harris                | Auteur, chanteur et compositeur australien.                                                                                        | 93    | (en)   |
| 10 mai            | Vincent Hayward            | Ingénieur franco-canadien. | 68    |        |
| 10 mai            | Diane Lacombe              | Écrivaine canadienne. | 70    |        |
| 10 mai            | Gioacchino Lanza Tomasi    | Musicologue, directeur artistique et écrivain italien.                                                                             | 89    | (it)   |
| 10 mai            | Russ Nicholson             | Illustrateur britannique. | ?     |        |
| 10 mai            | Colette Nucci              | Actrice et directrice de théâtre française.                                                                                        | 73    |        |
| 10 mai            | Enrico Oldoini             | Scénariste et réalisateur italien.                                                                                                 | 77    | (it)   |
| 10 mai            | Patrice Serres             | Dessinateur et sinologue français.                                                                                                 | 76    |        |
| 10 mai            | Martin Wiehle              | Historien allemand. | 96    | (de)   |
| 9 mai             | Antonio Carbajal           | Footballeur international mexicain.                                                                                                | 93    |        |
| 9 mai             | Jean-Marc Gaucher          | Chef d'entreprise et homme d'affaires français.                                                                                    | 70    |        |
| 9 mai             | René Guitton               | Écrivain et essayiste français. | 78    |        |
| 9 mai             | Nurul Islam                | Économiste bangladais. | 92    | (en)   |
| 9 mai             | Georges Kiejman            | Avocat et homme politique français.                                                                                                | 90    |        |
| 9 mai             | Ludwig Koenen              | Philologue classique et helléniste allemand, spécialiste de papyrologie.                                                           | 92    | (en)   |
| 9 mai             | Milosav Marjanović         | Mathématicien serbe. | 91    | (sr)   |
| 9 mai             | Ellen Marx                 | Plasticienne franco-allemande. | 84    |        |
| 9 mai             | Eric McCormack             | Écrivain canadien. | 85    |        |
| 9 mai             | David Miranda              | Journaliste et homme politique brésilien                                                                                           | 37    | (en)   |
| 9 mai             | Arman Soldin               | Journaliste reporter d'images franco-bosnien.                                                                                      | 32    |        |
| 9 mai             | Günter Wewel               | Chanteur d’opéra allemand. | 88    | (de)   |
| 9 mai             | Tadayoshi Yokota           | Joueur japonais de volley-ball, champion et médaillé d'argent olympique (1968, 1972).                                              | 75    | (en)   |
| 9 mai             | Jacklyn Zeman              | Actrice américaine. | 70    | (en)   |
| 8 mai             | Kemal Derviş               | Économiste et homme politique turc.                                                                                                | 74    | (en)   |
| 8 mai             | Armand Isnard              | Réalisateur et acteur français. | 83    |        |
| 8 mai             | Joe Kapp                   | Joueur, entraîneur et dirigeant américain de football américain et de football canadien.                                           | 85    | (en)   |
| 8 mai             | Rita Lee                   | Chanteuse et compositrice brésilienne.                                                                                             | 75    |        |
| 8 mai             | Thérèse de Saint-Phalle    | Journaliste et femme de lettres française.                                                                                         | 93    |        |
| 8 mai             | Yahne Le Toumelin          | Artiste peintre française. | 99    |        |
| 8 mai             | Pema Tseden                | Écrivain, réalisateur et scénariste chinois.                                                                                       | 53    | (en)   |
| 7 mai             | Grace Bumbry               | Artiste lyrique américaine. | 86    |        |
| 7 mai             | Hassan Idrissi             | Homme politique belge. | 46    |        |
| 7 mai             | Seán Keane                 | Violoniste irlandais. | 76    | (en)   |
| 7 mai             | Filippo Ottoni             | Directeur de doublage, réalisateur et scénariste italien.                                                                          | 84    | (it)   |
| 7 mai             | Victor Stasiuk             | Joueur puis entraîneur canadien de hockey sur glace.                                                                               | 93    | (en)   |
| 7 mai             | Peter Zeindler             | Écrivain, dramaturge et journaliste suisse.                                                                                        | 93    | (de)   |
| 6 mai             | Vida Blue                  | Lanceur américain de baseball. | 73    | (en)   |
| 6 mai             | Habib Chaab                | Homme politique iranien. | 49    | (en)   |
| 6 mai             | Sam Gross                  | Auteur de bande dessinée et dessinateur humoristique américain.                                                                    | 89    | (en)   |
| 6 mai             | Marc Lalonde               | Avocat et homme politique canadien.                                                                                                | 93    | (en)   |
| 6 mai             | Alain Mius                 | Éditeur scientifique français. | 72    |        |
| 6 mai             | Philippe Monnier           | Réalisateur et scénariste français.                                                                                                | 86    |        |
| 6 mai             | Hanna Pitkin               | Philosophe politique et professeur émérite américain                                                                               | 91    | (en)   |
| 6 mai             | Menahem Pressler           | Pianiste allemand. | 99    | (en)   |
| 6 mai             | Gary Prado Salmón          | Homme politique et diplomate bolivien.                                                                                             | 84    |        |
| 6 mai             | Gommaar Timmermans         | Auteur de bande dessinée belge. | 92    | (nl)   |
| 6 mai             | Gianluca Tonetti           | Coureur cycliste italien. | 56    | (it)   |
| 5 mai             | Martti Aiha                | Sculpteur postmoderniste finlandais.                                                                                               | 70    | (fi)   |
| 5 mai             | Ilse Buding                | Joueuse de tennis allemande. | 83    | (de)   |
| 5 mai             | Michel Cordes              | Comédien, auteur et metteur en scène français.                                                                                     | 77    |        |
| 5 mai             | Réal D'Amours              | Journaliste scientifique et conférencier canadien.                                                                                 | 77    |        |
| 5 mai             | Samuel T. Durrance         | Astronaute américain. | 79    | (en)   |
| 5 mai             | George Fouché              | Pilote automobile sud-africain. | 57    |        |
| 5 mai             | Arsenio Iglesias           | Joueur puis entraîneur espagnol de football.                                                                                       | 92    |        |
| 5 mai             | Marc Jeuniau               | Journaliste sportif belge. | 95    |        |
| 5 mai             | Michel Laurent             | Chanteur et auteur-compositeur-interprète français.                                                                                | 78    |        |
| 5 mai             | Brian McKenna              | Réalisateur, scénariste, producteur et acteur canadien.                                                                            | 77    | (en)   |
| 5 mai             | Siiri Rantanen             | Fondeuse finlandaise, championne et double médaillée de bronze olympique (1952, 1956, 1960).                                       | 98    | (fi)   |
| 5 mai             | Martin Sprungala           | Historien et fonctionnaire allemand.                                                                                               | 61    | (de)   |
| 5 mai             | Philippe Sollers           | Écrivain, essayiste et philosophe français.                                                                                        | 86    |        |
| 5 mai             | Janet Townsend             | Géographe féministe britannique.                                                                                                   | 79    | (en)   |
| 5 mai             | Sophía Vári                | Artiste grecque. | 83    | (en)   |
| 4 mai             | Robert Carswell            | Homme politique et juge britannique.                                                                                               | 88    | (en)   |
| 4 mai             | Hélène Charnassé           | Musicologue française. | 97    |        |
| 4 mai             | Henri Coulonges            | Écrivain français. | 86    |        |
| 4 mai             | Ryō Hara                   | Écrivain japonais, auteur de roman policier.                                                                                       | 76    | (ja)   |
| 4 mai             | Mukami Kimathi             | Femme politique kényane. | 95/96 | (en)   |
| 4 mai             | Petr Klíma                 | Joueur professionnel tchécoslovaque de hockey sur glace.                                                                           | 58    |        |
| 4 mai             | Chris Reynolds             | Auteur de bande dessinée britannique.                                                                                              | 62    | (en)   |
| 4 mai             | Gottlieb Schläppi          | Haut fonctionnaire suisse. | 94    | (de)   |
| 4 mai             | Georgi Stoikowski          | Athlète bulgare, spécialiste du triple saut.                                                                                       | 81    | (bg)   |
| 4 mai             | Terry Vaughn               | Arbitre américain de soccer. | 50    | (en)   |
| 3 mai             | Gérard Bayo                | Poète, essayiste et traducteur français.                                                                                           | 86    |        |
| 3 mai             | Lance Blanks               | Joueur et dirigeant américain de basket-ball.                                                                                      | 56    | (en)   |
| 3 mai             | Alessandro D'Alatri        | Réalisateur italien. | 68    | (it)   |
| 3 mai             | Howard Krongard            | Avocat américain. | 82    | (en)   |
| 3 mai             | Bernard Lapasset           | Dirigeant sportif français, président de la Fédération française de rugby (1991-2008) et président du World Rugby (2008-2016).     | 75    |        |
| 3 mai             | Linda Lewis                | Chanteuse, compositrice et guitariste britannique.                                                                                 | 72    | (en)   |
| 3 mai             | Lorenzo Saccomani          | Chanteur lyrique, italien. | 84    | (en)   |
| 3 mai             | Jasmin Stavros             | Chanteur croate. | 68    | (en)   |
| 3 mai             | Nikica Valentić            | Homme d'État croate. | 72    | (hr)   |
| 2 mai             | Charles E. Caouette        | Professeur canadien. | 90    |        |
| 2 mai             | Valentin Ioudachkine       | Styliste russe. | 59    | (ru)   |
| 2 mai             | Christian Larièpe          | Joueur, entraîneur et dirigeant français de football.                                                                              | 63    |        |
| 2 mai             | Joe Manley                 | Boxeur américain. | 63    |        |
| 2 mai             | Sid Ali Mazif              | Réalisateur algérien. | 79    |        |
| 2 mai             | Jean-Bernard Mérimée       | Diplomate français, ambassadeur de France.                                                                                         | 86    |        |
| 2 mai             | Damir Šolman               | Basketteur yougoslave puis croate, double médaillé d'argent olympique (1968, 1976).                                                | 74    | (si)   |
| 1er mai           | Per Åhlin                  | Réalisateur suédois. | 91    | (sv)   |
| 1er mai           | Calvin Davis               | Athlète de haies américain, médaillé de bronze aux Jeux olympiques d'été de 1996.                                                  | 51    | (en)   |
| 1er mai           | Gordon Lightfoot           | Auteur-compositeur-interprète, poète et chanteur folk canadien.                                                                    | 84    |        |
| 1er mai           | Marcelle René              | Athlète de sprint française. | 94    |        |
| 1er mai           | Pugh Rogefeldt             | Auteur-compositeur, guitariste et chanteur suédois.                                                                                | 76    | (sv)   |
| date indéterminée | Général No Pity            | Chef de guerre séparatiste camerounais.                                                                                            | ?     | (en)   |
| date indéterminée | Vera Poutina               | Mécanicienne géorgienne et soviétique.                                                                                             | 96    | (en)   |